# Esqui nórdico paraolímpico
O esqui nórdico paraolímpico é um desporto dos Jogos Paraolímpicos de Inverno que consiste em 2 disciplinas:
- Biatlo
- Esqui de fundo

O esqui nórdico paraolímpico inclui provas em pé, provas sentadas (para os atletas em cadeira de rodas) e eventos para atletas deficientes visuais.
Os praticantes de esqui sentado usam esquis nórdicos que consistem em um assento em uma estrutura montada com amarrações em dois esquis cross-country. Os sit-skis de qualidade paraolímpica são feitos de materiais ultra-leves e são feitos sob medida para cada atleta.
Os esquiadores cegos usam fones de ouvido e caixas de localização de som para se comunicar com o guia. Atletas cegos no biatlo usam um rifle equipado com óculos eletroacústicos (um sistema optrônico) que permite apontar pela audição. Quanto mais próximo o rifle aponta para o centro do alvo, maior é o tom. Os diferentes tons que ocorrem quando o rifle é movido permitem que o atirador encontre o centro exato do alvo.